# Derrick Hatchett
(en) Statistiques sur pro-football-reference
Derrick Hatchett (né le 14 août 1958 à Bryan dans le Texas) est un joueur américain de football américain.

## Carrière

### Université
Hatchett commence sa carrière à l'université en évoluant pour l'équipe de son université. Ses performances comme cornerback lui valent d'être drafté par les Colts de Baltimore lors du Draft de 1980 au premier tour.

### NFL
Derrick Hatchett dispute une saison 1980 pleine où il joue l'ensemble des matchs de la saison. Il dispute deux autres saisons (où au passage il fait trois interceptions) où il s'impose dans l'équipe-type de l'équipe. Après avoir commencé la saison 1983 de manière fulgurante (quatre interceptions en sept matchs), il quitte Baltimore pour rejoindre les Oilers de Houston, retournant dans son État natal. Néanmoins, il ne fait qu'un match sous le maillot bleu ciel des Oilers avant de prendre sa retraite prématurée après seulement quatre saisons passées en NFL.